# Viva Zapatero!
Viva Zapatero! é um documentário italiano de 2005, dirigido pela atriz e comediante Sabina Guzzanti, narrando como ela foi perseguida pela mídia televisiva de seu país após ter criticado o então primeiro-ministro Silvio Berlusconi no programa satírico em que escrevia e atuava na emissora estatal italiana RAI.

## Título
O título do documentário é uma homenagem ao filme de 1952 de Elia Kazan Viva Zapata! (sobre o líder da Revolução Mexicana Emiliano Zapata) e ao atual primeiro-ministro espanhol José Luis Rodríguez Zapatero. Após se tornar primeiro-ministro, Zapatero garantiu que a cúpula da rede de televisão pública de seu país não fosse mais uma nomeação política, se tornando assimo modelo defendido pelos movimentos que lutam pela liberdade de expressão.

## Sinopse
Em novembro de 2003, Guzzanti escreveu e protagonizou um programa satírico para a emissora de televisão estatal italiana. Intitulado RAIot (uma mistura do nome da rede de televisão e a palavra em inglês riot, que significa motim), o programa, devido a críticas a Berlusconi, foi considerado político pela cúpula da emissora e cancelado após seu primeiro episódio.
O Mediaset, conglomerado de mídia de Berlusconi, processou a RAI pela exibição do episódio de RAIot. A ação pedia 20 milhões de euros por "danos" relacionados ao programa, mas foi arquivada pela Justiça. Desde então, Guzzanti foi praticamente banida de todas as emissoras de televisão de seu país, vendo-se forçada a se apresentar apenas em teatros.

## Prêmios e indicações
European Film Awards (Alemanha)
- 2005: Melhor documentário – Sabina Guzzanti (indicada)

Sindicato Nacional dos Jornalistas Cinematográficos (Itália)
- 2006: Melhor documentário – Sabina Guzzanti (vencedora)

Sundance Film Festival (EUA)
- 2006: Grande prêmio do júri a documentários do cinema mundial  – Sabina Guzzanti (indicada)